# Kap Skrjabin
Das Kap Skrjabin (russisch Мыс Скрябина Mys Skrjabina) ist ein Kap im Süden der Alexander-I.-Insel westlich der Antarktischen Halbinsel. Es markiert die östliche Begrenzung der Einfahrt von der Ronne Entrance zum Britten Inlet.
Russische Wissenschaftler benannten es. Der Namensgeber ist nicht überliefert.